# Maßband (Apple)
Maßband ist eine Augmented-Reality-App für iOS, die von Apple für iPhone und iPad entwickelt wurde. Mit Apples ARKit 2 können die Nutzer Objekte messen, indem sie die Kamera des Geräts auf das Objekt richten. Maßband ist für alle Geräte ab dem iPhone 6s bzw. alle Geräte mit einem A9-Chip oder höher verfügbar, welche das Update zu iOS 12 oder höher durchgeführt haben.